# Austin A30
Austin A30 — малий сімейний автомобіль (за британською класифікацією), що виготовлявся компанією Austin з травня 1952 по вересень 1956 рр. Був представлений у 1951 р. на Ерлс Корт як «Новий Austin Seven» ставши конкурентом Morris Minor.
Спочатку автомобіль коштував £507, на £62 менше за Minor.

## Дизайн
Хоч Austin попередньо й найняли американського індустріального дизайнера Реймонда Лоуві (Raymond Loewy), його проект відхилили. А зовнішній вигляд автомобіля створив дизайнер «Остіна» Рікардо Бурці (Ricardo 'Dick' Burzi).

## Конструкція
Конструкцію тримального (несучого) кузова розробив T.K. Garrett, котрий до роботи у Austin був аерокосмічним інженером.
Вперше «Остін» не мав окремої рами, що робило його легшим (а сам кузов жорсткішим) за більшість тодішніх автомобілів. В салоні спереду були два окремих сидіння, а ззаду диван — усі з ПВХ-обивкою. Шкіряна обивка була опцією.
З метою економії автомобіль мав тільки один центрально розміщений задній ліхтар, що поєднував функції габариту, стоп-сигналу та підсвітки номера, один двірник та протисонячний козирик (водія).
Двірник та протисонячний щиток зі сторони пасажира, опалювач були опціями.
Спочатку автомобіль мав тільки 4-дверний кузов седан. У 1953 р. з'явились 2-дверні варіанти, а у 1954 р. фургони та універсали (Countryman). Попри менший аніж у фургонів BMC Minor вантажний об'єм (1,7 м3 проти 2,15 м3), «Остін» мав аналогічну вантажність.
Завдяки малій масі та жорсткості, автомобіль став популярним серед підприємців. 
До появи наступника (Austin A35) у 1956 р. було виконано 223264 авт.
На відміну від А35 у А30 було менше заднє скло, семафорні покажчики поворотів (англ. traficators) — своєрідні прапорці, що виходили з центральної стійки.
Austin A30, разом з потужнішим наступником А35, були доволі успішними на гонках седанів у 1950-их рр., й досі деякі екземпляри беруть участь у історичних змаганнях.
|  |  |  |

|  |  |  |

## Динамічні характеристики
Рядний 4-циліндровий двигун серії «А» свого часу був витвором мистецтва, маючи витрату палива меншу 7 л/100 км (42 милі на галон).
Завзятий водій міг розвинути максимальну швидкість у 70 миль/год (110 км/год) (заводські дані).
Проведений дорожний тест журналом The Motor встановив максимальну швидкість у 67,2 милі/год (108,1 км/год), час розгону 0—60 миль/год 42,3 с.
Гальмівна система з барабанними механізмами мала гібридний привід — спереду гідравлічний, ззаду: гідравлічний циліндр діяв на механічний привід стоянкового гальма.
Гідромеханічний привід хоч і був прийнятним, критикували через застарілість.
Стоянкове гальмо з системою важелів було доволі ефективним, а його важіль знаходився у незвичному місці — праворуч від сидіння водія (автомобілі з правим кермом).
Нерівності дороги долала передня незалежна пружинна підвіска та залежна ресорна задня.
Випробуваний у 1952 р. журналом The Motor автомобіль мав максимальну швидкість 62 милі/год (100 км/год), розгін 0—50 миль/год (80 км/год) за 29 с.
Витрата палива становила 38,8 миль на імперський галон (7,28 л/100 км, 32,3 милі на амер. галон). Разом з податками тестовий автомобіль коштував £553.
Радіоприймач коштував додаткові £43, опалювач £9. Динамічні характеристики залежали від доступного палива.
На початку Другої світової війни високооктанове паливо зникло з продажу у Великій Британії.
А доступне з початку 1952 р. паливо з октановим числом 70 вимагало зниження ступеня стиску двигуна, що і знижувало потужність усіх автомобілів, особливо малолітражних.
З відновленням продажу високооктанового палива проблема зникла, що видно на прикладі А30 та його наступника А35.

## Австралійське виробництво
У Австралії А30 виготовлявся підприємством Austin Motor Company (Australia) Pty Ltd впродовж 1952—1954 рр., а British Motor Corporation (Australia) Pty Ltd у 1954—1956 рр.

## Двигун
- 803 см. куб. BMC (A-Series) 4-циліндровий рядний
- діаметр циліндра — 58 мм, хід поршня — 76 мм
- газорозподільчий механізм з верхнім розташуванням клапанів і нижнім розподільчого вала (OHV)
- ступінь стиску 7,2
- карбюратор Zenith 26JS або 26VME
- 28 к.с. (21 кВт) при 4400 об/хв
- 54 Н·м при 2200 об/хв

## New Austin Seven та Austin A30 Seven
У ранній торговій літературі зустрічаються назви New Austin Seven та Austin A30 Seven.

## Зовнішні посилання
- http://www.austina30a35ownersclub.co.uk/
- The Austin A30 Site. A30 photographs, free screensaver, parts noticeboard+
- Austin Memories [Архівовано 23 лютого 2011 у Wayback Machine.] — Історія «Остіна» та Лонгбриджу
- Photo of A30 in New Zealand, 1964 [Архівовано 13 вересня 2016 у Wayback Machine.]